# Rudolf Hesso von Baden
Rudolf Hesso von Baden (* vor 1291; † 17. August 1335) war einer der Markgrafen von Baden.

## Leben
Rudolf Hesso war der Sohn von Hesso von Baden und der Adelheid von Rieneck. Er besaß die Stadt Baden, während neben ihm seine Cousins die Markgrafschaft Baden regierten.
1326 legte er ein Gelübde ab, dass er zum Heilige Grab in Jerusalem pilgern werde. Er nahm jedoch davon Abstand und wurde vom Bischof von Speyer von dem Gelübde entbunden. Rudolf Hesso war ein Anhänger von König Ludwig IV.
Rudolf Hesso wurde im Kloster Lichtenthal beigesetzt.

## Ehen und Nachkommen
Rudolf Hesso heiratete die Witwe Ulrichs III. von Pfirt, Johanna von Mömpelgard (Jeanne de Bourgogne), mit der er zwei Töchter hatte:
- Margareta († 1367)[5], ⚭ Friedrich III. (Baden) (1327–1353)
- Adelheid († 1370/1373)[6], ⚭ 1. Rudolf V. von Baden (der Wecker) († 1361), ⚭ 1369 2. Walram IV. von Thierstein.

Seine Witwe heiratete 1339 in dritter Ehe den Grafen Wilhelm II. von Katzenelnbogen.